# Lanciere

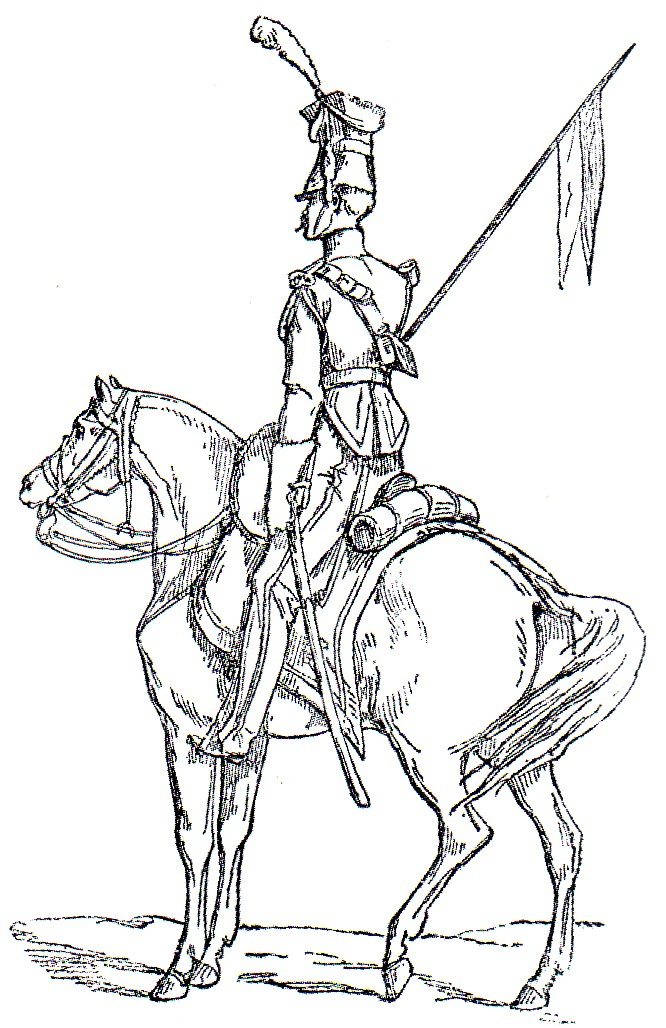
Lanciere a cavallo della Vecchia Guardia napoleonica.

Il termine lanciere indica genericamente un soldato che si sposta a piedi o a cavallo, armato principalmente di lancia. In senso più specifico e prevalente, con "lanciere" si indica un particolare tipo di cavalleria che impiega come arma principale la lancia e che, benché sia classificato come appartenente alla categoria della cavalleria leggera, viene utilizzato come forza d'urto e per le azioni di sfondamento.
La categoria dei lancieri si diffuse negli eserciti europei a partire dal XVIII secolo, prendendo spunto dai reparti di ulani originari della Polonia; come riflesso di tale origine, come copricapo dei reparti di lancieri veniva sovente adottato la czapka.

## Storia
Benché cavalieri armati di lancia appaiano già agli inizi della storia, i lancieri in senso moderno sono stati modellati sugli ulani polacchi subito dopo le guerre napoleoniche. A partire dal 1816 alcuni reggimenti di dragoni leggeri britannici furono convertiti in reggimenti di lancieri. Nel 1872 furono soppressi i lancieri nell'Esercito francese.
Nel 1914 l'Esercito britannico contava sei reggimenti di lancieri, così come il Regio Esercito Italiano, mentre l'Esercito belga ne contava solo cinque. In Portogallo i lancieri costituivano il 2º reggimento di cavalleria, che era considerato il più aristocratico di quell'esercito.
Ancora oggi alcune moderne unità corazzate portano ancora il nome di "lancieri" per ragioni storiche.

## Nel mondo

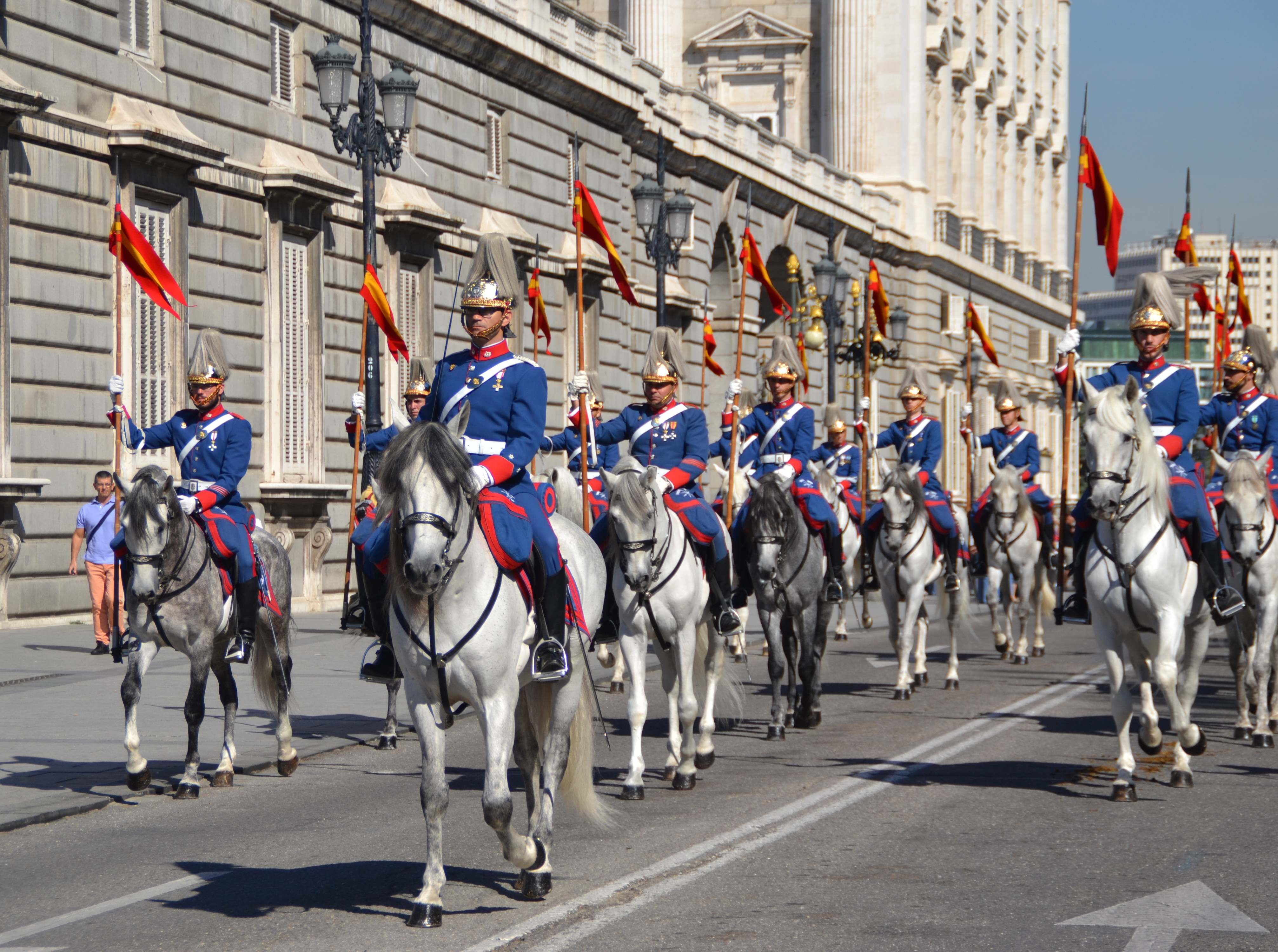
Lancieri della Guardia reale spagnola.

Nell'Esercito Italiano esistono ancora gli storici reggimenti 5º Lancieri di Novara, 6º Lancieri di Aosta e 8º Lancieri di Montebello. Nell'Esercito britannico rimangono il "9th/12th Royal Lancers" ed il "Queen's Royal Lancers". Nell'Esercito belga resta il "1/3 Bataillon de Lanciers".  Nell'Esercito Indiano vi sono il "2nd Lancers (Gardner's Horse)" ed il "20th Lancers" così come unità di lancieri esistono ancora nell'Esercito pakistano. L'Esercito australiano annovera il "12th/16th Hunter River Lancers" ed il "1st/15th Royal New South Wales Lancers". Nell'Esercito argentino rimane il ricordo dei lancieri nel nome del 2º reggimento carristi "Lanceros General Paz" ed analogamente nell'Esercito cileno rimane nel nome del 5º reggimento di cavalleria "Lanceros". Nell'Esercito colombiano, poi, sono chiamati lanceros i cadetti del corpo d'élite.
Nella Guardia Real spagnola vi sono i lancieri dell'"escuadròn de escolta real". Mentre nell'Esercito portoghese il "Regimento de Lanceiros nº 2" costituisce il corpo di polizia militare di quell'esercito.
Senza avere il nome di "lancieri" i "Dragões da Independência", 1º reggimento di cavalleria dell'Esercito brasiliano, e lo squadrone a cavallo della Guardia nazionale repubblicana portoghese portano la lancia durante le parate a cavallo, così come fanno i reparti di cavalleria da cerimonia di Argentina, Cile, Perù e Bolivia.